# L'Indépendant
L'Indépendant és el principal diari local de la Catalunya del Nord i l'Aude, imprès i editat a Perpinyà i que es presenta com a Grand quotidien républicain d'information du Midi. Fa una edició per l'Aude i l'altra pel Pirineus Orientals i forma part del grup La Dépêche.

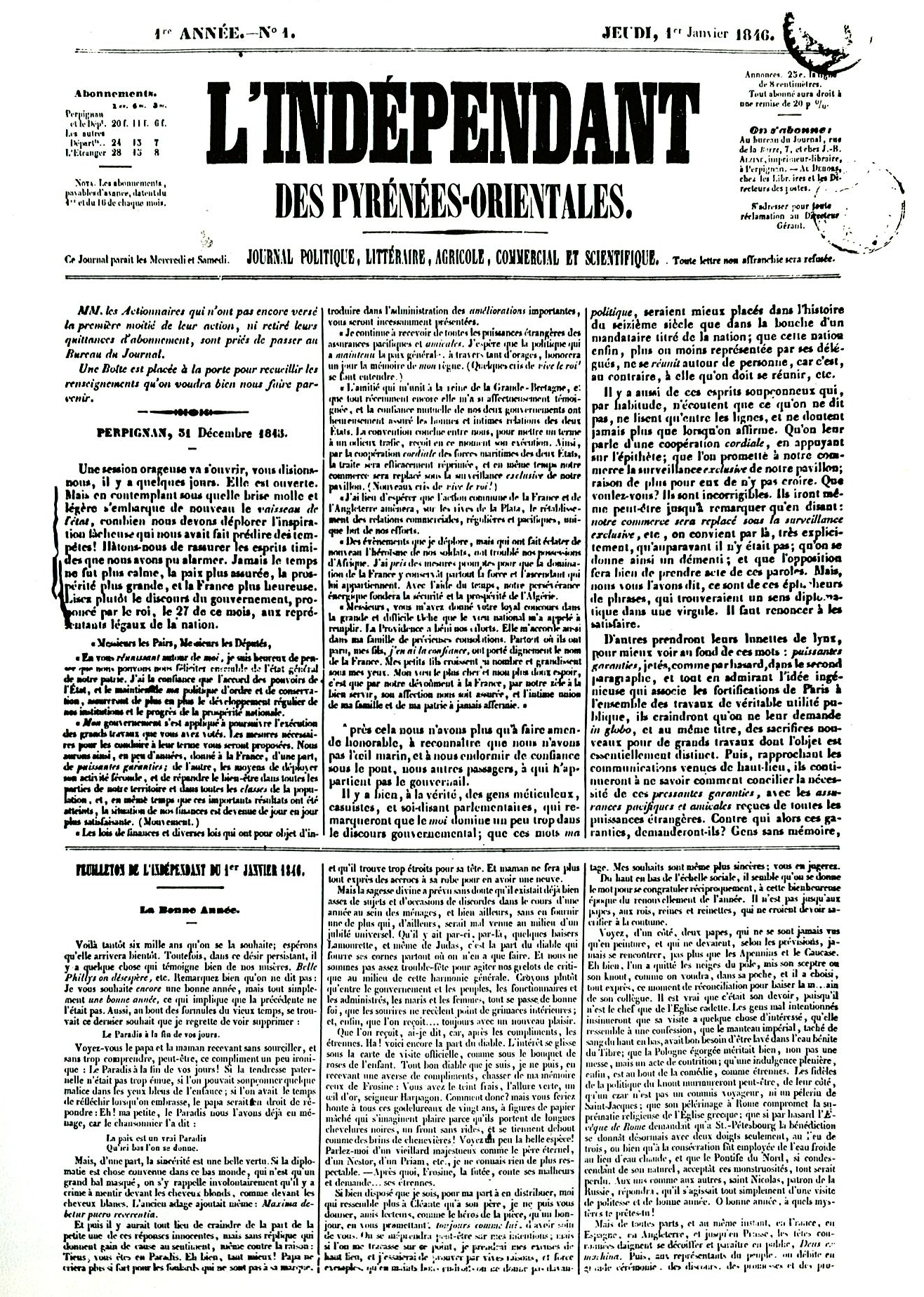
L'Indépendant, 1/1/1846

Fou fundat l'1 de gener del 1846 com a L'Indépendant des Pyrénées-Orientales, aleshores de tendència republicana oposada a Lluís Felip I de França. El seu propietari, Esteve Aragó, nomenà redactor en cap Pierre Lefranc, que atacà des de les planes el prefecte i el general De Castellane. Per les seves tendències republicanes fou prohibit per Napoleó III entre 1853 i 1869. El 1886 en fou nomenat redactor Juli Escarguel, detractor de George-Ernest Boulanger. Més tard Emmanuel Brousse i Eugeni Sauvy el van fer l'òrgan oficiós del Partit Oportunista. Després de la Segona Guerra Mundial fou prohibit sota l'acusació d'haver-se mostrat favorable a la França de Vichy i substituït per Le Républicain, però el 1950 es va tornar a editar, primer com L'Indépendant du matin, després com L'Indépendant catalan i finalment com L'Indépendant. El 2005 tenia un tiratge de 65.000 exemplars i el 2019 de 40.505 exemplars.

## Fons de l'Indépendant
El fons de L'Indépendant del Centre de la Imatge de la Diputació de Girona, integrat per imatges que van del 1967 al 1975, aproximadament, conté fotografies publicades al diari, en concret l'edició especial dedicada íntegrament a la Costa Brava, i documenta esdeveniments socials, polítics i culturals amb cantants, ministres, presidents, artistes de cinema, espectacles i actuacions a les discoteques més famoses de l'època, entre altres temes.